# Solenopsis amblychila
Solenopsis amblychila är en myrart som beskrevs av Wheeler 1915. Solenopsis amblychila ingår i släktet eldmyror, och familjen myror. Inga underarter finns listade i Catalogue of Life.

## Bildgalleri

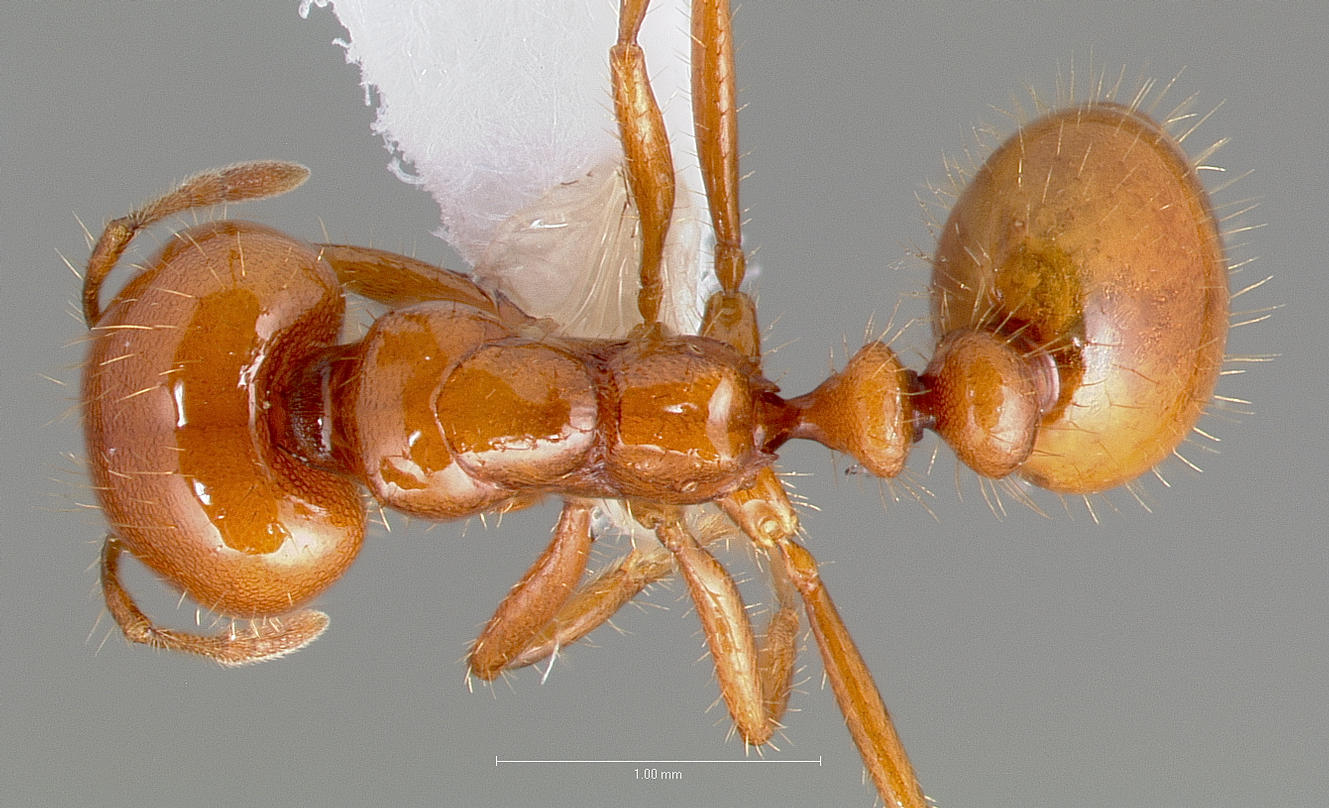
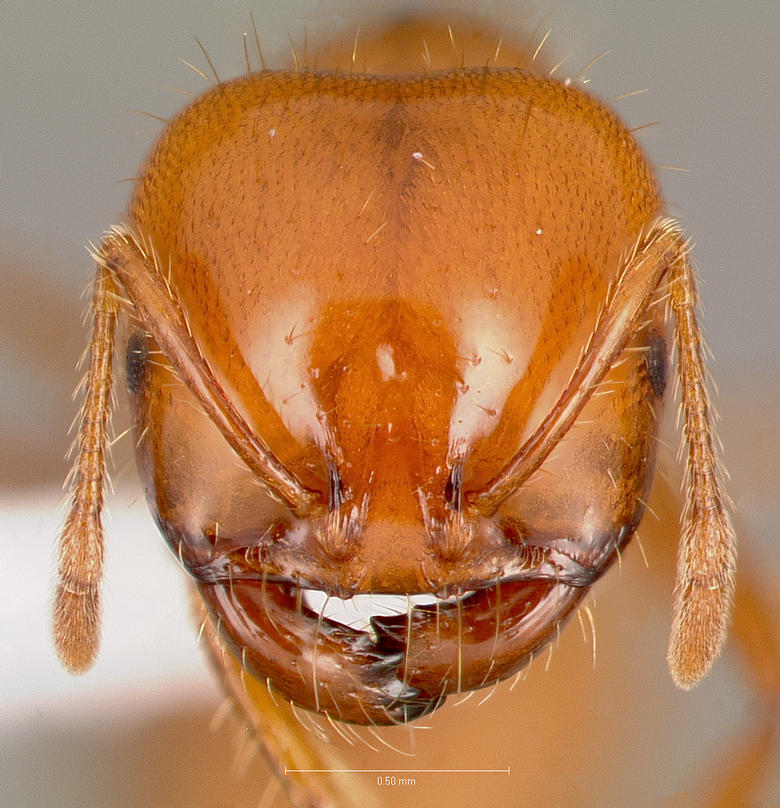
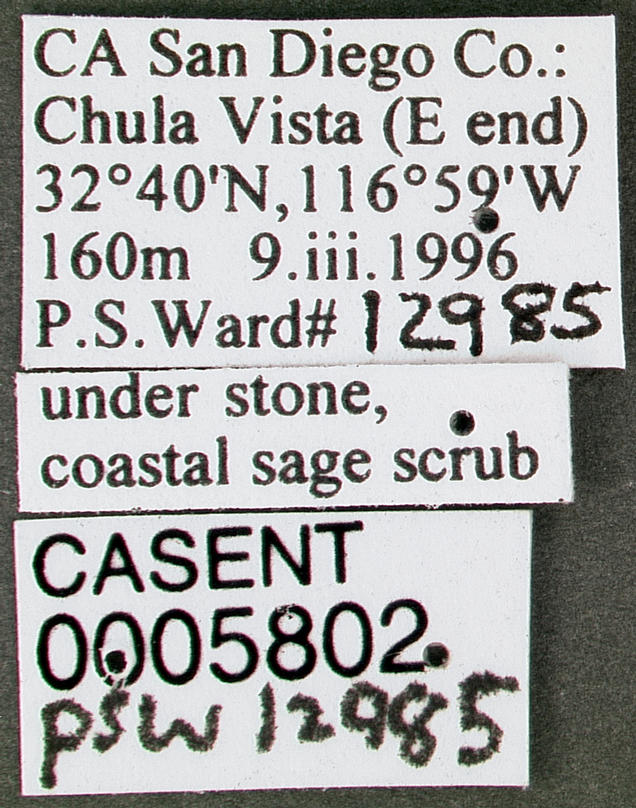
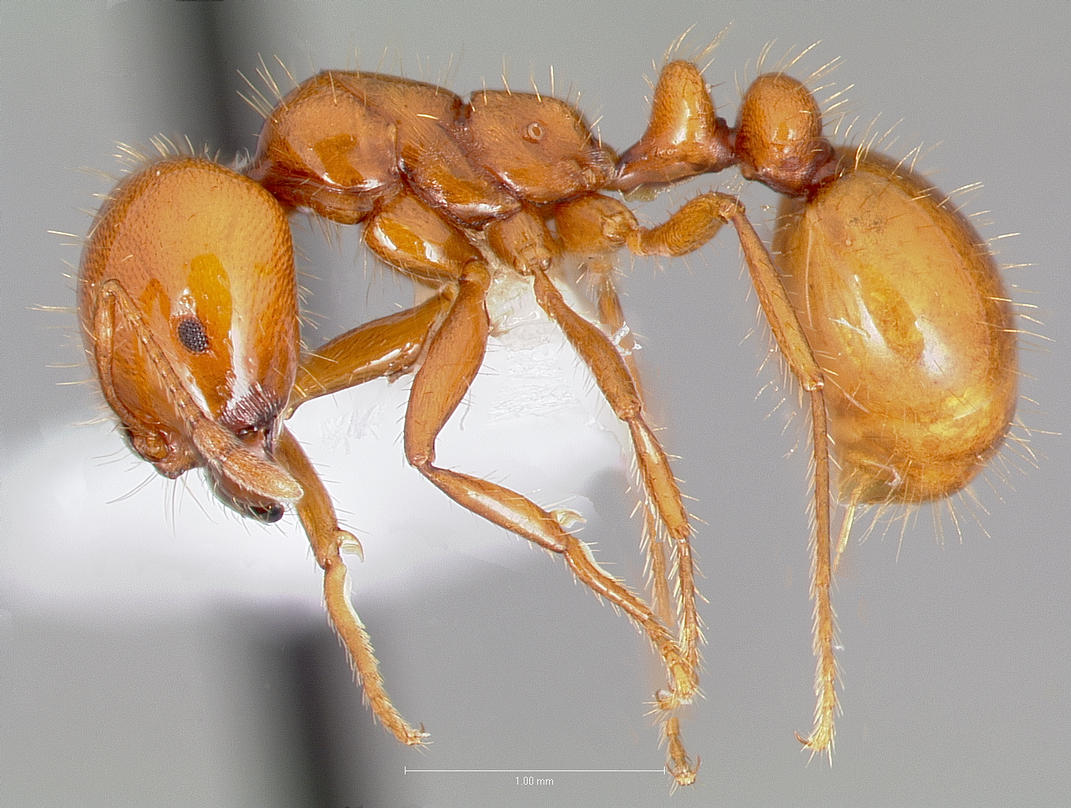
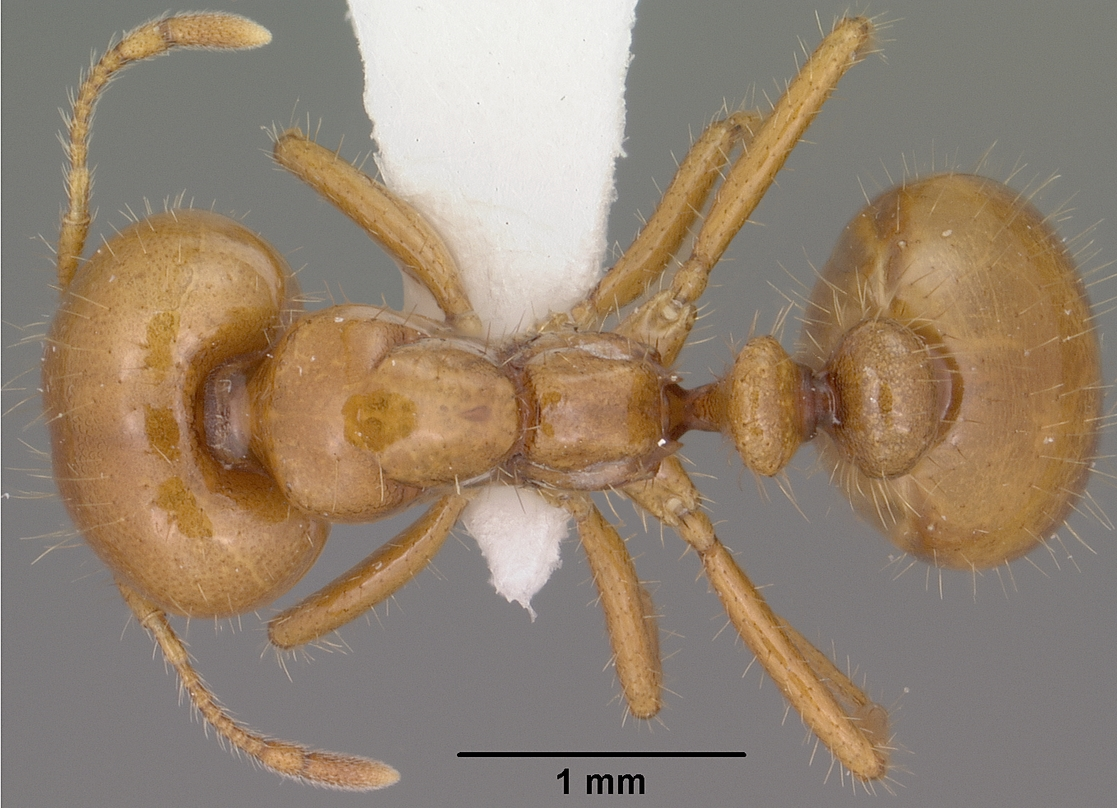
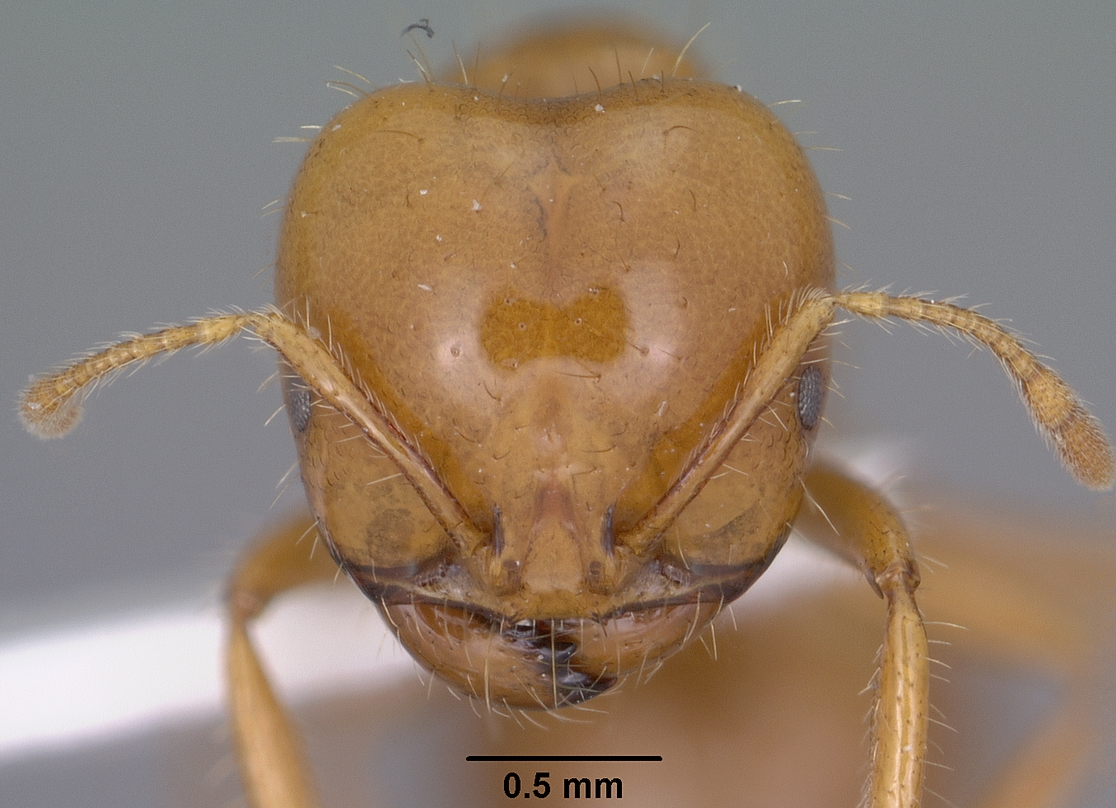